# Hybosidella etinde
Genre
Espèce
Hybosidella etinde, unique représentant du genre Hybosidella, est une espèce d'araignées aranéomorphes de la famille des Palpimanidae.

## Distribution
Cette espèce est endémique du Cameroun.

## Description
Le mâle holotype mesure 2,43 mm.

## Étymologie
Son nom d'espèce lui a été donné en référence au lieu de sa découverte, le mont Etinde.

## Publication originale
- Zonstein & Marusik, 2017 : Descriptions of the two-eyed African spider genera Chedimanops gen. n. and Hybosidella gen. n. (Araneae, Palpimanidae, Chediminae). African Invertebrates, vol. 58, no 1, p. 23-47.